# نیسان های-کراس
نیسان های-کراس (به انگلیسی: Nissan Hi-Cross) یک خودروی شاسی بلند مفهومی است که توسط شرکت ژاپنی نیسان موتورز طراحی شده‌است. این خودروی مفهومی در نمایشگاه خودروی ژنو ۲۰۱۲ رونمایی شد. این خودرو همچنین با فلسفهٔ طراحی مدرن و فناوری جدید نیسان همراه بود.
نیسان های-کراس، آزمایشی و نمایشی از فناوری جدید اختراع شده توسط شرکت نیسان بود. نیسان به‌جای موتور بزرگ سنتی، های-کراس را به یک موتور هیبریدی ۲٫۰ لیتری گازی و برقی مجهز کرد تا مصرف انرژی و آلایندگی آن کاهش یابد. همچنین جعبه‌دندهٔ سی‌وی‌تی جدید طراحی شده باعث کاهش مصرف سوخت بیش از قبل خواهد شد.
از آنجایی که خودروی مفهومی های-کراس یک خودروی شاسی بلند جمع و جور یا متوسط با ۵ یا ۷ صندلی معمولی بود، تخمین زده شد که پردازندهٔ این خودرو ممکن است نسل سوم نیسان ایکس-تریل باشد و رقبای اصلی آن نیز شامل تویوتا راو۴، هوندا سی ار-وی و مزدا سی ایکس-۵ باشد.

## طراحی
در مقایسه با طراحی خودروی شاسی بلند کراس کانتری، نیسان تعداد قابل توجهی از طراحی مدرن را برای ظاهر و فضای داخلی شاسی بلند مفهومی های-کراس اضافه کرده‌است.
در جلوی خودرو، یک جلوپنجره وی شکل دارد که به جای لامپ‌های مستطیلی و هالوژن قبلی، توسط چراغ‌های جلوی ال ای دی متمایز و عمیقاً مخروطی تنظیم شده‌است. برای دو طرف خودرو، با ترکیب چراغ‌های جلوی ال ای دی عمیق مخروطی و خط کاپوت منحنی، محافظ فلزی و رینگ‌های آلیاژی اسپرت ۲۱ اینچی طراحی شد.و کل خودرو از یک طرح متقاطع مترقی استفاده شد، که خط شخصیتی از کاپوت به سمت پهلوها تا ستون دی گسترش یافته بود. در پشت کانسپت های-کراس، با یک هاچ بک حجاری شده عقب و اسپویلر سقف عقب کشیده شده حرکت می‌کرد و چند چراغ عقب ال ای دی شیک و ذوزنقه ای وجود داشت که چراغ جلو را منعکس می‌کرد. و از ماشین نمایشگاه می‌توان دریافت که چراغ‌های مه‌شکن کاملاً با رنگ سفارشی سبز آئورا که مطابق با طراحی زیبایی شناختی بود مطابقت دارد.علاوه بر این، دراماتیک‌ترین طراحی خودروی‌های کراس، فضای بین خودرو بود. با توجه به داده‌های منتشر شده توسط نیسان، اندازه خودروی مفهومی های-کراس ۴۶۶۰ میلی‌متر طول، ۱۸۵۰ میلی‌متر عرض و ۱۶۷۰ میلی‌متر ارتفاع بود که به‌طور معمول مانند یک بیرون جمع و جور بود. با این حال، داخل های-کراس با فاصله بین دو محور ۱۰۹٫۴ اینچی و سه ردیف صندلی برای هفت نفر جادار بود که آن را بیشتر شبیه یک خودروی سایز متوسط می‌کرد. این امر باعث می‌شود که خودرو بارگذاری بزرگ‌تر و فضای بین‌المللی بیشتری برای مسافران داشته باشد که باعث می‌شود خودروی مفهومی های-کراس رقابتی‌تر باشد. و هنگام رفتن به داخل، می‌توان دریافت که کابین کانسپت های-کراس او تحت تسلط داشبورد تی-وینگ (T-Wing) شکل بود که حس ارتباط را برای راننده و سرنشین جلو به ارمغان می آود.

## فناوری
فناوری‌های اصلی در این خودروی مفهومی موتور جدید آن و گیربکس این خودرو است.
برای استایل ظاهری، طراحی شاسی بلند نیسان آن را را با برخی عناصر جدید ترکیب کرد.

### موتور
به جای موتور بزرگ وی۶ سنتی، کراس اوور های-کراس به موتور هیبریدی ۲٫۰ لیتری تزریق مستقیم بنزینی و موتور الکتریکی مجهز شد. های-کراس به موتور بنزینی به عنوان نیروی اصلی متکی است، در حالی که موتور الکتریکی آلایندگی را کاهش می‌دهد. در همین حال، انتظار می‌رفت که قدرت تولید شده توسط موتور هیبریدی جدید به سطح یک موتور ۲٫۵ لیتری برسد که باعث کاهش راندمان خودرو نمی‌شد. به گفته نیسان، باتری لیتیوم یونی که موتور الکتریکی را تأمین می‌کند، شارژ سریع و خروجی بالایی دارد، این باتری با یک موتور ۲٫۰ لیتری سوپرشارژ تزریق مستقیم بنزینی همراه بود که موفقیت نوآوری بود و برای فناوری برنده جایزه، نیسان لیف.تحت نوآوری موتور، استفاده از فناوری «یک موتور، دو کلاچ» مقرون به صرفه و بسته‌بندی شده‌است، که اولین کلاچی بود که بین موتور پاترول و موتور الکتریکی برای جدا کردن کامل موتور پاترول در زمانی که خودرو در حال رانندگی با برق بود نصب شد. و کلاچ دوم برای کمک به صاف کردن انتقال در پشت جعبه دنده قرار می‌گیرد. به این ترتیب انرژی بیشتری صرفه جویی می‌شود و به‌طور کامل برای افزایش راندمان کاری موتور و صرفه جویی در مصرف سوخت استفاده می‌شود.

### گیربکس
فناوری پیشرفته دیگر های-کراس نسل جدید گیربکس اتوماتیک ایکس ترانیک بود. برای های-کراس، از پیشرانه اچ ای وی استفاده شد که بر اساس فناوری اصلاح شده توسط مدل‌های چهار چرخ متحرک به جای چرخ‌های دیفرانسیل جلو قبلی بود. و نوآوری در سیستم جدید، که رویکرد آن به‌کارگیری فناوری «یک موتور، دو کلاچ» بود، به نسل جدید گیربکس اتوماتیک ایکس ترانیک نیسان نسبت داده شد که ۱۰ درصد بهبودی در انتشار سوخت در مقایسه با آن به دست آورد. با گیربکس‌های اتوماتیک نسل قبلی. نسل جدید گیربکس اتوماتیک ایکس ترانیک یک قرقره با اصطکاک کم و با قطر شفت کوچکتر طراحی شده‌است که وسیع‌ترین پوشش را برای جابجایی روان تر برای افزایش کارایی فراهم می‌کند. گیربکس جدید پیشرفته اتوماتیک ایکس ترانیک صاف‌تر خواهد بود و می‌تواند با موتور پیشرفته هیبریدی ۲٫۰ و سیستم جدید تمام چرخ‌ها هماهنگ شود، که های-کراس را به یک وسیله نقلیه اقتصادی با فناوری سطح بالاتر و عملکرد عالی تبدیل می‌کند.

## تأثیرات و جانشین

### تأثیرات
از آنجایی که طراحی جدید ظاهر شیک‌تر و گردتر بود، طراحی داخلی بسیار زیبا و ورزشی با شاسی‌بلند مفهومی های-کراس بود، این نشان داد که نیسان برای طراحی مد شاسی بلند در سراسر جهان کاملاً مشخص است و قبلاً در بخش کراس اوور پیشرو بوده‌است. در جهان. و این همچنین نشان داد که نیسان ممکن است در آینده رقابت پذیری زیادی در طراحی در بازار شاسی بلند داشته باشد. و فن آوری پیشرفته موتور هیبریدی و گیربکس اتوماتیک مصرف سوخت را تا ۱۰ درصد کاهش می‌دهد که باعث کاهش بیشتر انتشار دی‌اکسید کربن و صرفه جویی در انرژی سوخت می‌شود که مطابق با دیدگاه تولید زیست‌محیطی و اقتصاد انرژی است. همچنین کاهش سوخت های-کراس را اقتصادی‌تر می‌کند و عملکرد هزینه‌ای شاسی بلند را افزایش می‌دهد و در نتیجه اگر های-کراس در بازار منتشر شود، به دلیل صرفه‌جویی اقتصادی، مصرف‌کنندگان بیشتری به آن علاقه‌مند خواهند شد. همه این تأثیرات باعث می‌شود که نیسان یک رقابت قوی در بازار داشته باشد.

### جانشین
در مقایسه با سایر شاسی بلندهای خانواده نیسان، شاسی بلند مفهومی های-کراس بزرگتر از شاسی بلند کوچک، جوک بود که اندازه آن ۲۵۳۰ میلی‌متر، فاصله بین دو محور ۲۵۳۰ میلی‌متر، طول ۴۱۲۵ میلی‌متر، عرض ۱۷۶۵ میلی‌متر و ارتفاع ۱۵۷۰ میلی‌متر بوداما همچنان کوچکتر بود. نسبت به شاسی بلند سایز متوسط، پت فیندر (فاصله محوری ۲۶۴۹ میلی‌متر، طول ۵۰۴۲ میلی‌متر، عرض ۱۶۸۹ و ارتفاع ۱۷۶۸).از این رو، ممکن است یک شاسی بلند جمع و جور باشد.و با توجه به اندازه و قدرت، مشابه نسل دوم نیسان ایکس تریل بود که فاصله بین دو محور ۲۶۲۹ میلی‌متر، طول ۴۶۴۰ میلی‌متر، عرض ۱۸۰۶ میلی‌متر و ارتفاع ۱۷۸۰ میلی‌متر، موتور ۲٫۰ و ۲٫۵ لیتر بود.تخمین زده شد که شاسی بلند مفهومی های-کراس امکان زیادی دارد که نسل جدید (سوم) نیسان ایکس تریل باشد.

## رقبای بالقوه
از آنجایی که توسط سازندگان موتور و سایر پلت فرم‌های توزیع خودرو تخمین زده می‌شد که شاسی بلند مفهومی های-کراس ممکن است نسل سوم نیسان ایکس تریل باشد، ممکن است رقبایی در بازار آینده برای شاسی بلند های-کراس وجود داشته باشد.
اولاً، از آنجایی که موتور ۲٫۰ های-کراس لیتری هیبریدی گازی و الکتریکی بود و به‌طور معمول قدرت یک موتور ۲٫۵ لیتری گازسوز را تولید می‌کند که در حال حاضر توسط مزدا سی ایکس-۵ استفاده می‌شد، تخمین زده شد که یکی از رقبای اصلی های-کراس در آینده ممکن است مزدا سی ایکس-۵ باشد که فروش و شهرت خوبی در بازار فعلی داشت و قبلاً یکی از رقبای نسل دوم نیسان ایکس-تریل بوده‌است. با این حال، از آنجایی که طراحی شاسی بلند مفهومی نیسان های-کراس مدرن تر و مد روزتر بود و اندازه های-کراس نیز کمی بزرگتر از مزدا سی ایکس-۵ بود. احتمال قوی برای های-کراس برای فراتر از حجم فروش سی ایکس-۵ وجود دارد.
از سوی دیگر، تویوتا راو۴ به عنوان پرفروش‌ترین شاسی بلند سایز کامپکت در بازار، به دلیل قیمت ارزان‌تر، کیفیت خوب و مصرف سوخت، همیشه بهترین شاسی بلند کامپکت مقرون‌به‌صرفه نامیده می‌شود؛ بنابراین، اگر شاسی بلند های-کراس به‌طور رسمی در آینده به فروش برسد، با راو۴ نیز رقابت خواهد کرد. و برای تهیه این، های-کراس بهتر است به پیشرفت فناوری و طراحی خود ادامه دهد. برای این فناوری، باید بهره‌وری انرژی و قدرت را بسیار بهتر کند، که می‌تواند با اصلاح عملکرد موتور بهبود یابد و انتقال بسیار نرم‌تر، شاسی و سیستم تمام چرخ محرک ثابت تر شود. و برای طراحی داخلی، های-کراس باید توجه بیشتری به افزایش ایمنی و راحتی مسافران و نصب تجهیزات الکترونیکی پیشرفته تر و سیستم سوار بر خودرو داشته باشد.
سایر رقبای بالقوه می‌توانند هوندا سی آر-وی، هیوندای سانتافه و میتسوبیشی اوتلندر باشند، زیرا آنها قبل از های-کراس رقبای اصلی نیسان ایکس تریل قبلی بودند. هوندا سی آر-وی فضای بزرگ‌تر و راحت‌تری برای سرنشینان دارد و داشبورد و چیدمان کامل‌تری برای راننده دارد. و از آنجایی که جابجایی سی آر-وی از ایکس تریل قبلی کمتر بود، خرید سی آر-وی به جای ایکس تریل می‌تواند بسیار ارزان‌تر باشد. هیوندای سانتافه نسبت به ایکس تریل ظاهری ممتاز و شیک برای بیرون و داخل داشت و یک شاسی بلند سایز متوسط بود که سطح آن بالاتر از ایکس تریل بود اما پول اضافی پرداخت نمی‌کرد. و در مقایسه با ایکس تریل، میتسوبیشی اوتلندر از فناوری داخلی پیشرفته‌تری برخوردار بود که عبارت بودند از سامانه موقعیت‌یاب (GPS)، کروز کنترل و سیستم هشدار خروج از خط.از این رو، اگر های-کراس بخواهد در آینده به‌طور رسمی در بازار ظاهر شود و پلتفرم نسل جدید نیسان ایکس تریل را نیز نقل کند، بهتر است این شاسی بلندها را به عنوان رقبای بالقوه برای بهبود طراحی و فناوری خود در نظر بگیرد.